# Orange Goblin/Alabama Thunderpussy
Orange Goblin/Alabama Thunderpussy – Orange Goblin, singel typu split, nagrany z Alabama Thunderpussy.

## Lista utworów
Orange Goblin
1. Freelance Fiend
Alabama Thunderpussy
2. Can't Feel Nothing

## Wykonawcy
- Joe Horae – gitara
- Pete O'Malley – gitara
- Martyn Millard – gitara basowa
- Chris Turner – perkusja
- Ben Ward – wokal